# Thylactus itzingeri
Thylactus itzingeri är en skalbaggsart som beskrevs av Stefan von Breuning 1935. Thylactus itzingeri ingår i släktet Thylactus och familjen långhorningar. Inga underarter finns listade i Catalogue of Life.